# Laurene Powell Jobs
Pour les articles homonymes, voir Powell et Jobs.
Laurene Powell Jobs (née le 6 novembre 1963, à West Milford) est une femme d'affaires et une dirigeante américaine milliardaire. Elle est la fondatrice et la présidente d'Emerson Collective, une organisation qui soutient les entrepreneurs sociaux qui s'engagent en faveur de l'idéal selon lequel chacun devrait avoir la chance de vivre selon son plein potentiel.
Elle est également cofondatrice et présidente de l'XQ Institute (en), qui vise à repenser les lycées américains.
Elle réside à Palo Alto, en Californie, avec ses trois enfants. Elle est la veuve de Steve Jobs, cofondateur et ancien PDG d'Apple Inc. et gère le Steve Jobs Trust,. Elle a récemment (2019/2020) été un donateur important pour les politiciens du parti démocrate,,.
Elle était, d'après un rapport en 2016 du magazine américain Forbes, la femme la plus riche de l'industrie des nouvelles technologies, avec une fortune évaluée à près de 20 milliards de dollars.

## Biographie
Laurene Powell Jobs a grandi à West Milford, dans le New Jersey. Elle a obtenu un baccalauréat en sciences politiques à University of Pennsylvania School of Arts and Sciences (en) (École des arts et des sciences de l'université de Pennsylvanie) et une licence en économie à la Wharton School de l'université de Pennsylvanie en 1985,,. Elle travaille dans les années 1980 dans le secteur de la banque d'investissement, notamment chez Merrill Lynch et Goldman Sachs, puis elle a obtenu un Master of Business Administration à l'école supérieure de commerce de Stanford en 1991,,. Elle crée ensuite une société dans l'agroalimentaire écologique,,.
Elle rencontre Steve Jobs en 1989 et ils se marient le 18 mars 1991. À partir du milieu des années 1990, elle s'intéresse particulièrement à l'éducation, mais aussi à la philanthropie, au droit des femmes, au progrès social ou encore à l'immigration,. Elle a par exemple défendu la réforme DREAM Act permettant notamment de faciliter l'accès à la citoyenneté américaine aux étudiants étrangers en situation irrégulière. Elle a également créé College Track, une organisation à but non lucratif visant à aider les enfants issus de minorités à l'école, et est membre ou a été membre du conseil d'administration de diverses fondations et organismes à but non lucratif comme Teach For America, NewSchools Venture Fund ou New America Foundation.
En 2010, elle est nommée conseillère pour les questions communautaires de la Maison-Blanche (White House Council for Community Solutions) sous la présidence de Barack Obama.
Le magazine Forbes la classe 28e au classement Forbes 400 de septembre 2012, 49e femme la plus puissante du monde, et dans le top 100 des personnalités les plus riches du monde.

### Vie privée
En octobre 1989, Steve Jobs donne une conférence intitulée "View from the Top" à la Stanford Business School. Laurene Powell, une nouvelle étudiante en MBA, s'est faufilée à l'avant de la conférence et a entamé une conversation avec Jobs, qui était assis à côté d'elle. Ils échangent leurs numéros de téléphone. Il repart, puis il raconte, dix ans plus tard : « J'étais remonté dans ma voiture, au parking, la clé dans le contact, je devais me rendre à une réunion de travail. Puis je me suis dit : « Si c'était ma dernière nuit sur Terre, est-ce que je la passerais dans une réunion ou avec cette femme ? » J'ai traversé le parking en courant et je lui ai demandé si elle voulait dîner avec moi. Elle a dit oui, nous sommes allés en ville et, depuis lors, nous ne nous sommes plus quittés. »
Le 18 mars 1991, Steve (36 ans à l'époque) se marie avec Laurene (27 ans), lors d'une cérémonie au Ahwahnee Hotel dans le parc national de Yosemite. Le mariage est présidé par le moine bouddhiste zen Kobun Chino Otogawa. Le premier enfant issu de cette union, Reed, voit le jour en septembre 1991, puis naissent ses sœurs Erin en août 1995 et Eve en 1998. Laurene est également la belle-mère de Lisa Brennan-Jobs, la fille de Steve née d'une précédente relation, qui est née en 1978. La famille vit depuis à Palo Alto.